# روس جونز
روس جونز (بالإنجليزية: Ross Jones)‏ هو لاعب كرة قاعدة أمريكي، ولد في 14 يناير 1960 في ميامي في الولايات المتحدة.

## وصلات خارجية
- روس جونز على موقع دوري كرة القاعدة الرئيسي (الإنجليزية)
- روس جونز على موقعبيزبول رفرنس.كوم (الدوري الرئيسي) (الإنجليزية)
- روس جونز على موقعبيزبول رفرنس.كوم (الدوري الثانوي) (الإنجليزية)
- روس جونز على موقع إي إس بي إن.كوم (أم.أل.بي) (الإنجليزية)
- روس جونز على موقع مشجعي الرسوم البيانية (الإنجليزية)